# Nati il 30 giugno

## XV secolo(6)
- 1460 - Cecily Bonville, VII baronessa Harington, nobile inglese († 1529)
- 1468 - Giovanni di Sassonia, principe († 1532)
- 1470 - Carlo VIII di Francia, sovrano francese († 1498)
- 1478 - Giovanni di Trastámara, principe († 1497)
- 1481 - Pietro Paolo Boscoli, politico italiano († 1513)
- 1498 - Guglielmo di Brandeburgo, arcivescovo cattolico tedesco († 1563)

## XVI secolo(5)
- 1503 - Giovanni Federico I di Sassonia, tedesco († 1554)
- 1528 - Giovan Battista Cini, commediografo e scrittore italiano († 1586)
- 1540 - Elisabetta di Wittelsbach-Simmern, tedesca († 1594)
- 1588 - Giovanni Maria Sabino, compositore e organista italiano († 1649)
- 1600 - Adam Václav Michna z Otradovic, poeta e compositore ceco († 1675)

## XVII secolo(10)
- 1604 - Margherita Elisabetta di Leiningen-Westerburg, nobile tedesca († 1667)
- 1628 - Miguel de Molinos, presbitero, mistico e scrittore spagnolo († 1696)
- 1641 - Meinhard von Schomberg, generale britannico († 1719)
- 1646 - Paul Hermann, botanico e medico tedesco († 1695)
- 1653 - Cristina Guglielmina d'Assia-Homburg, nobildonna († 1722)
- 1671 - Teodorico Pedrini, presbitero, missionario e musicista italiano († 1746)
- 1672 - Pietro Antonio Bernardoni, librettista e drammaturgo italiano († 1714)
- 1685 - John Gay, poeta e drammaturgo britannico († 1732)
- 1685 - Dominikus Zimmermann, architetto tedesco († 1766)
- 1688 - Abu l-Hasan 'Ali I, tunisino († 1756)

## XVIII secolo(19)
- 1705 - Cesare Crescenzio de Angelis, vescovo cattolico italiano († 1765)
- 1720 - Giovanni Corner, cardinale italiano († 1789)
- 1722 - Jiří Antonín Benda, compositore ceco († 1795)
- 1724 - Johann Julius Walbaum, medico, naturalista e zoologo tedesco († 1799)
- 1741 - Vincenzo Chiminello, astronomo italiano († 1815)
- 1744 - John Stuart, I marchese di Bute, nobile e diplomatico scozzese († 1814)
- 1748 - Jean-Dominique Cassini, astronomo e cartografo francese († 1845)
- 1753 - Gabriele Maria Gravina, arcivescovo cattolico italiano († 1840)
- 1755 - Paul Barras, politico, generale e rivoluzionario francese († 1829)
- 1755 - John Murray, IV duca di Atholl, nobile scozzese († 1830)
- 1758 - António Leal Moreira, compositore portoghese († 1819)
- 1768 - Elizabeth Monroe, first lady statunitense († 1830)
- 1775 - William Thompson, filosofo irlandese († 1833)
- 1779 - Adam Müller, scrittore, economista e filosofo tedesco († 1829)
- 1784 - George Thomas Napier, generale britannico († 1855)
- 1785 - Gherardo Stub, mercante e diplomatico italiano († 1858)
- 1789 - Horace Vernet, pittore e fotografo francese († 1863)
- 1791 - Félix Savart, fisico e medico francese († 1841)
- 1792 - Johann Franz von Schaffgotsch, generale austriaco († 1866)

## XIX secolo(157)
- 1801 - Frédéric Bastiat, economista, scrittore e politico francese († 1850)
- 1802 - Benjamin Fitzpatrick, politico statunitense († 1869)
- 1802 - Livio Zambeccari, patriota italiano († 1862)
- 1805 - Carl Heinrich Bipontinus Schultz, botanico e medico tedesco († 1867)
- 1805 - Rudolf Wagner, anatomista e fisiologo tedesco († 1864)
- 1807 - Friedrich Theodor Vischer, filosofo e poeta tedesco († 1887)
- 1808 - Urbano Rattazzi, politico italiano († 1873)
- 1809 - Petrus Borel, scrittore, letterato e poeta francese († 1859)
- 1810 - Luigi Castelli, generale italiano († 1885)
- 1810 - Stanko Vraz, poeta e scrittore sloveno († 1851)
- 1814 - Franz von Dingelstedt, poeta e giornalista tedesco († 1881)
- 1816 - Melchiorre Lo Piccolo, vescovo cattolico italiano († 1881)
- 1817 - Henry Elliot, diplomatico inglese († 1907)
- 1817 - Joseph Dalton Hooker, botanico inglese († 1911)
- 1819 - Lucile Grahn, ballerina danese († 1907)
- 1819 - Giuseppe Testa, medico italiano († 1894)
- 1819 - William Wheeler, politico statunitense († 1887)
- 1820 - Paolo di Sangro, militare italiano († 1861)
- 1821 - Paolo Barbotti, pittore italiano († 1867)
- 1821 - Adèle Dumilâtre, ballerina francese († 1909)
- 1823 - Antonio Caccianiga, politico, patriota e scrittore italiano († 1909)
- 1823 - Carlo Pavone, patriota italiano († 1899)
- 1824 - Antonio Aguilar y Correa, politico spagnolo († 1908)
- 1824 - Victor Delannoy, vescovo cattolico francese († 1905)
- 1825 - Hervé, compositore e cantante francese († 1892)
- 1825 - Ferdinand von Mueller, botanico tedesco († 1896)
- 1827 - Charles Brown, progettista e imprenditore inglese († 1905)
- 1827 - Jacques-Louis Soret, chimico svizzero († 1890)
- 1828 - Frederick Low, politico statunitense († 1894)
- 1829 - Giovanni Omboni, geologo, paleontologo e naturalista italiano († 1910)
- 1832 - Antonin Fritsch, paleontologo, biologo e geologo ceco († 1913)
- 1833 - Manuel Amador Guerrero, politico panamense († 1909)
- 1833 - Willie Park Sr., golfista scozzese († 1903)
- 1834 - María del Carmen González-Ramos, religiosa spagnola († 1899)
- 1836 - Adelaide Pandiani Maraini, scultrice svizzera († 1917)
- 1838 - Teodorico Bonacci, politico italiano († 1905)
- 1838 - Jakob Missia, cardinale e arcivescovo cattolico austro-ungarico († 1902)
- 1840 - John Pratt, III marchese di Camden, politico inglese († 1872)
- 1841 - Antoine Guillemet, pittore francese († 1918)
- 1842 - Johannes Gad, fisiologo e neurologo tedesco († 1926)
- 1845 - Italo Campanini, tenore italiano († 1896)
- 1845 - Juan Bautista Gaona, politico paraguaiano († 1932)
- 1845 - Luigi Venosta, funzionario e politico italiano († 1926)
- 1846 - Riccardo Drigo, compositore e direttore d'orchestra italiano († 1930)
- 1847 - Angelo Donati, banchiere e patriota italiano († 1897)
- 1848 - Eugen Netto, matematico tedesco († 1919)
- 1852 - Reginald Brett, II visconte Esher, politico e storico inglese († 1930)
- 1852 - Giovanni Gallina, diplomatico e politico italiano († 1936)
- 1852 - Karl Petrovič Jessen, ammiraglio russo († 1918)
- 1852 - Halvor Steenerson, politico statunitense († 1926)
- 1853 - Adolf Furtwängler, archeologo e storico dell'arte tedesco († 1907)
- 1853 - Tom McLaury, pistolero statunitense († 1881)
- 1854 - Paul Muteau, generale francese († 1927)
- 1854 - Karl Probst, pittore austriaco († 1924)
- 1857 - Friedrich von Ingenohl, ammiraglio tedesco († 1933)
- 1860 - Gyula Andrássy il Giovane, nobile e politico ungherese († 1929)
- 1860 - Giorgio Montini, giornalista e politico italiano († 1943)
- 1860 - Carl Spengler, chirurgo svizzero († 1937)
- 1860 - Adelina Stehle, soprano austriaca († 1945)
- 1860 - John Whitehead, esploratore e naturalista britannico († 1899)
- 1861 - Howard Taylor, velista britannico († 1925)
- 1863 - Alberico Crescitelli, missionario e presbitero italiano († 1900)
- 1864 - Alfred Mitchell-Innes, economista, diplomatico e scrittore britannico († 1950)
- 1866 - Enrico Caffi, naturalista e presbitero italiano († 1948)
- 1866 - Sophia DeMuth, supercentenaria statunitense († 1977)
- 1868 - Lauri Ingman, politico, teologo e arcivescovo luterano finlandese († 1934)
- 1868 - Alois Musil, arabista, esploratore e scrittore ceco († 1944)
- 1869 - Lorenzo Bardelli, oculista e politico italiano († 1942)
- 1869 - Francesco Filiasi, progettista italiano († 1941)
- 1869 - Alfredo Müller, pittore italiano († 1939)
- 1869 - Rudolf Rittner, attore, sceneggiatore e regista tedesco († 1943)
- 1869 - Kurt Sethe, egittologo tedesco († 1934)
- 1869 - Theodor Vahlen, matematico austriaco († 1945)
- 1870 - Paul Lipke, scacchista e avvocato tedesco († 1955)
- 1871 - Romeo Bonomelli, pittore italiano († 1943)
- 1871 - Agostino Borgato, attore e regista italiano († 1939)
- 1873 - Giovanni Carano Donvito, economista italiano († 1949)
- 1873 - Emilio Teglio, matematico italiano († 1940)
- 1874 - Fritz Brupbacher, medico e scrittore svizzero († 1945)
- 1874 - Emilio Parma, pittore italiano († 1950)
- 1875 - Giuseppe di Borbone-Parma, nobile italiano († 1950)
- 1875 - Giuseppe Bruno, cardinale italiano († 1954)
- 1875 - Paul McAllister, attore e sceneggiatore statunitense († 1955)
- 1876 - Gladys Kingsbury, attrice e sceneggiatrice statunitense († 1958)
- 1877 - Julio Mangada Rosenörn, ufficiale e esperantista spagnolo († 1946)
- 1878 - Henri de Saint Germain, schermidore francese († 1951)
- 1878 - Roberto Vicentini, patriarca cattolico italiano († 1953)
- 1879 - Walter Hampden, attore statunitense († 1955)
- 1879 - Lewis W. Physioc, effettista e direttore della fotografia statunitense († 1972)
- 1879 - Lydia Roberts, nutrizionista statunitense († 1965)
- 1880 - Rosa Bloch, politica e attivista svizzera († 1922)
- 1880 - Rabod von Kröcher, cavaliere tedesco († 1945)
- 1880 - Franz Kröwerath, canottiere tedesco († 1945)
- 1880 - Sherwood MacDonald, regista, sceneggiatore e produttore cinematografico statunitense († 1968)
- 1881 - Rose Tapley, attrice statunitense († 1956)
- 1882 - Sven Lidman, scrittore e poeta svedese († 1960)
- 1882 - Hans Mierendorff, attore tedesco († 1955)
- 1882 - Heinrich Riso, calciatore tedesco († 1952)
- 1883 - Domenico Donna, avvocato e calciatore italiano († 1961)
- 1883 - Battiscombe Gunn, egittologo e filologo inglese († 1950)
- 1883 - Johan Olin, lottatore finlandese († 1928)
- 1883 - Ed Wachter, cestista e allenatore di pallacanestro statunitense († 1966)
- 1884 - Eugenio Camplone, imprenditore e politico italiano († 1972)
- 1884 - Georges Duhamel, scrittore e medico francese († 1966)
- 1884 - Franz Halder, generale tedesco († 1972)
- 1884 - Edoardo Scala, militare italiano († 1964)
- 1885 - Massimo Cartasegna, mezzofondista, siepista e arbitro di calcio italiano († 1963)
- 1885 - Olive Kelso King, avventuriera australiana († 1958)
- 1885 - Gustav Krojer, calciatore austriaco († 1945)
- 1885 - Viktor Schauberger, naturalista e scienziato austriaco († 1958)
- 1885 - Heinrich Schomburgk, tennista tedesco († 1965)
- 1886 - Pablo Dacal, calciatore uruguaiano († 1961)
- 1886 - Domenico Mondelli, militare e aviatore italiano († 1974)
- 1887 - Victor d'Arcy, velocista britannico († 1961)
- 1890 - Paul Boffa, politico maltese († 1962)
- 1890 - Elemér Kovács, allenatore di calcio e calciatore ungherese († 1965)
- 1890 - Gertrude McCoy, attrice statunitense († 1967)
- 1890 - Tom Miller, calciatore britannico († 1958)
- 1891 - Ed Lewis, wrestler statunitense († 1966)
- 1891 - Antonio Magarotto, attivista e educatore italiano († 1966)
- 1891 - Man Mountain Dean, wrestler statunitense († 1953)
- 1891 - Stanley Spencer, pittore britannico († 1959)
- 1892 - Pierre Blanchar, attore e regista francese († 1963)
- 1892 - Mario Giumanini, dirigente sportivo e calciatore italiano († 1967)
- 1892 - Franz Hein, chimico tedesco († 1976)
- 1892 - Stratis Myrivilis, scrittore greco († 1969)
- 1892 - Oswald Pohl, generale tedesco († 1951)
- 1892 - Oddo Stocco, presbitero italiano († 1958)
- 1892 - Armand Swartenbroeks, calciatore belga († 1980)
- 1892 - Pál Szalay, velocista, lunghista e allenatore di calcio ungherese
- 1893 - Pasquale Cecchi, politico italiano († 1979)
- 1893 - Ugo Ceseri, attore italiano († 1940)
- 1893 - Dionigi Corsi, calciatore italiano († 1969)
- 1893 - June Elvidge, attrice statunitense († 1965)
- 1893 - Benigno Ferrera, fondista italiano († 1988)
- 1893 - Harold Laski, politico e politologo inglese († 1950)
- 1893 - Umberto Morucchio, drammaturgo e scrittore italiano († 1979)
- 1893 - Walter Ulbricht, politico tedesco († 1973)
- 1894 - Clyde Bruckman, scrittore, sceneggiatore e regista cinematografico statunitense († 1955)
- 1894 - Sebastian Festner, aviatore e militare tedesco († 1917)
- 1895 - Juan Armet, calciatore e allenatore di calcio spagnolo († 1956)
- 1895 - William Emet Blatz, psicologo canadese († 1964)
- 1896 - Gerardo Bruni, bibliotecario e politico italiano († 1975)
- 1896 - Curt Rothenberger, giurista tedesco († 1959)
- 1897 - Mezzi Andreossi, hockeista su ghiaccio svizzero († 1958)
- 1897 - Sylvia Shaw Judson, scultrice statunitense († 1978)
- 1898 - George Chandler, attore statunitense († 1985)
- 1898 - Silvio Dal Corso, calciatore italiano
- 1898 - Alfredo Duhalde Vásquez, politico cileno († 1985)
- 1899 - Madge Bellamy, attrice statunitense († 1990)
- 1899 - František Tomášek, cardinale e arcivescovo cattolico ceco († 1992)
- 1899 - Albino Uggè, statistico italiano († 1971)
- 1900 - Régis Blachère, arabista francese († 1973)
- 1900 - Beatrix Loughran, pattinatrice artistica su ghiaccio statunitense († 1975)
- 1900 - Knut Rød, avvocato norvegese († 1986)
- 1900 - Gheorghe Vrănceanu, matematico rumeno († 1979)
- 1900 - Zhang Wentian, politico cinese († 1976)

## XX secolo(840)
- 1901 - Sebastiano Fulci, politico italiano († 1980)
- 1901 - Natwarsinhji Bhavsinhji, principe e crickettista indiano († 1979)
- 1902 - Ferenc Borsányi, calciatore ungherese († 1958)
- 1902 - Cristoforo De Amicis, pittore e decoratore italiano († 1987)
- 1902 - Gonzalo Jiménez, pallanuotista spagnolo († 1992)
- 1902 - Luciano Laurenzi, archeologo e storico dell'arte italiano († 1966)
- 1902 - Leopoldo Méndez, disegnatore, incisore e grafico messicano († 1969)
- 1902 - Luigi Maria Personè, scrittore e giornalista italiano († 2004)
- 1903 - Cesare Andreoni, artista italiano († 1961)
- 1904 - Glenda Farrell, attrice statunitense († 1971)
- 1904 - Pauline Polaire, attrice italiana († 1986)
- 1904 - Paul Maurice Perrin, arcivescovo cattolico francese († 1994)
- 1904 - Pippo Starnazza, cantautore, musicista e attore italiano († 1975)
- 1904 - József Takács, calciatore ungherese († 1983)
- 1904 - Christa Tordy, attrice tedesca († 1945)
- 1905 - John Harmon, attore statunitense († 1985)
- 1905 - Nestor Paiva, attore statunitense († 1966)
- 1905 - Vinzenz Schöttl, militare tedesco († 1946)
- 1905 - John Van Ryn, tennista statunitense († 1999)
- 1906 - Anthony Mann, regista e attore teatrale statunitense († 1967)
- 1906 - Václav Smetáček, oboista e direttore d'orchestra ceco († 1986)
- 1906 - Tribhuvan del Nepal, re nepalese († 1955)
- 1906 - József Vágó, calciatore ungherese († 1945)
- 1907 - Benedetto Benedetti, calciatore italiano († 1978)
- 1907 - Rinaldo Pretti, calciatore italiano († 1989)
- 1907 - Roman Šuchevyč, militare ucraino († 1950)
- 1908 - Charles Camproux, linguista francese († 1994)
- 1908 - Winston Graham, scrittore inglese († 2003)
- 1908 - Fernando Leoni, fantino italiano († 1982)
- 1908 - Eunice Norton, pianista statunitense († 2005)
- 1908 - Luigi Rovere, imprenditore e produttore cinematografico italiano († 1996)
- 1908 - Matvej Izrailevič Volodarskij, regista sovietico († 1991)
- 1909 - Juan Bosch, politico, scrittore e saggista dominicano († 2001)
- 1910 - Josep Bartolí, pittore, disegnatore e scrittore spagnolo († 1995)
- 1910 - Bradley Smith, fotografo statunitense († 1997)
- 1911 - Zoltán Beke, calciatore rumeno († 1994)
- 1911 - Czesław Miłosz, poeta e saggista polacco († 2004)
- 1911 - Lucio Rama, attore italiano († 1988)
- 1911 - Virginia Smith, politica statunitense († 2006)
- 1912 - Dan Reeves, dirigente sportivo statunitense († 1971)
- 1912 - Leopoldo Zea, filosofo messicano († 2004)
- 1913 - Herta Heuwer, cuoca e imprenditrice tedesca († 1999)
- 1913 - Alfonso López Michelsen, politico colombiano († 2007)
- 1913 - Mario Sequi, regista e sceneggiatore italiano († 1992)
- 1914 - Kurt Baluses, allenatore di calcio e calciatore tedesco occidentale († 1972)
- 1914 - Vladimir Nikolaevič Čelomej, ingegnere sovietico († 1984)
- 1914 - Francisco da Costa Gomes, generale e politico portoghese († 2001)
- 1914 - Li Shaotang, cestista cinese
- 1914 - Antonio Mauro, arcivescovo cattolico italiano († 2001)
- 1914 - Yaakov Orland, poeta, drammaturgo e paroliere israeliano († 2002)
- 1914 - Valentino Vailati, arcivescovo cattolico italiano († 1998)
- 1915 - Hugh Gardner Ackley, economista e ambasciatore statunitense († 1998)
- 1915 - Guerrino Tramonti, ceramista e pittore italiano († 1992)
- 1915 - Edgardo Vaghi, bobbista italiano († 1986)
- 1915 - Harry Weese, architetto statunitense († 1998)
- 1916 - Robert Bagage, fumettista francese († 2002)
- 1916 - Mario Carotenuto, attore e doppiatore italiano († 1995)
- 1917 - Julian Creus, sollevatore britannico († 1992)
- 1917 - Susan Hayward, attrice statunitense († 1975)
- 1917 - Lena Horne, cantante, attrice e danzatrice statunitense († 2010)
- 1917 - Willa Kim, costumista statunitense († 2016)
- 1917 - Erminio Rosso, calciatore italiano († 1992)
- 1917 - Tat'jana Sevrjukova, pesista sovietica († 1981)
- 1918 - Archie Strimel, calciatore statunitense († 1990)
- 1919 - Marcello Di Puccio, politico italiano († 2003)
- 1919 - André Makarakiza, arcivescovo cattolico burundese († 2004)
- 1919 - Luigi Santa Maria, orientalista e linguista italiano († 2008)
- 1919 - Ed Yost, inventore statunitense († 2007)
- 1920 - Zeno Colò, sciatore alpino e sciatore di velocità italiano († 1993)
- 1920 - Achille Cruciani, politico italiano († 1975)
- 1920 - Elio Romani, scacchista italiano († 1999)
- 1921 - Jules Amez-Droz, schermidore svizzero († 2012)
- 1921 - Oswaldo López Arellano, generale e politico honduregno († 2010)
- 1921 - Lajos Balthazár, schermidore ungherese († 1995)
- 1921 - Angelo Dorigo, regista, sceneggiatore e montatore italiano
- 1921 - Cristoforo Ricci, funzionario e politico italiano († 1983)
- 1921 - Washington Sycip, imprenditore e banchiere filippino († 2017)
- 1921 - Heinrich Wicker, militare tedesco († 1945)
- 1922 - Eugenio Cestari, calciatore italiano
- 1922 - Vladimir Družnikov, attore sovietico († 1994)
- 1922 - Gene Ollrich, cestista statunitense († 2008)
- 1922 - Furio Scarpellini, calciatore e allenatore di calcio italiano († 2011)
- 1923 - Lucy Knoch, attrice statunitense († 1990)
- 1923 - Alessandra Nibbi, egittologa italiana († 2007)
- 1924 - Françoise Adnet, pittrice francese († 2014)
- 1924 - Maino Neri, allenatore di calcio e calciatore italiano († 1995)
- 1924 - James M. Robinson, biblista e teologo statunitense († 2016)
- 1924 - Flo Sandon's, cantante italiana († 2006)
- 1925 - Raymond Beckman, calciatore statunitense († 2011)
- 1925 - Philippe Jaccottet, poeta e traduttore svizzero († 2021)
- 1925 - Fred Schaus, cestista, allenatore di pallacanestro e dirigente sportivo statunitense († 2010)
- 1925 - Roberto Serone, calciatore italiano († 1995)
- 1926 - Paul Berg, biochimico statunitense († 2023)
- 1926 - Henk Bouwman, hockeista su prato olandese († 1995)
- 1926 - Giovanni Bernardo Gremoli, vescovo cattolico italiano († 2017)
- 1926 - Al Mulock, attore canadese († 1968)
- 1926 - Peter Alexander, attore, cantante e showman austriaco († 2011)
- 1926 - Margarita Michajlovna Pilichina, regista sovietica († 1975)
- 1926 - Nikolaj Vladimirovič Zateev, militare sovietico († 1998)
- 1927 - Sleim Ammar, scrittore, psichiatra e saggista tunisino († 1999)
- 1927 - Shirley Fry, tennista statunitense († 2021)
- 1927 - James Goldman, drammaturgo, sceneggiatore e librettista statunitense († 1998)
- 1927 - Mario Lanfranchi, regista, sceneggiatore e collezionista d'arte italiano († 2022)
- 1927 - Frank McCabe, cestista statunitense († 2021)
- 1927 - Pat McCormick, attore e comico statunitense († 2005)
- 1927 - Walter Morel, calciatore uruguaiano
- 1927 - Plinio Petrozzi, calciatore italiano († 1966)
- 1927 - Joe Skeen, politico statunitense († 2003)
- 1927 - Gian Berto Vanni, pittore italiano († 2017)
- 1928 - Giorgio Genel, arbitro di calcio italiano († 1993)
- 1928 - Anthony Keane, schermidore statunitense († 2016)
- 1928 - Stanislao Nievo, scrittore, poeta e giornalista italiano († 2006)
- 1929 - Alvaro Amarugi, imprenditore e dirigente sportivo italiano († 1988)
- 1929 - Angelo Jacomuzzi, scrittore e critico letterario italiano († 1995)
- 1929 - Othmar Mága, direttore d'orchestra tedesco († 2020)
- 1929 - Wally Ursuliak, giocatore di curling canadese († 2025)
- 1930 - Nino Calebotta, cestista italiano († 2002)
- 1930 - Georges Christiaens, ciclista su strada belga († 1986)
- 1930 - Enrica Collotti Pischel, storica italiana († 2003)
- 1930 - Karl-Heinz Holze, calciatore tedesco orientale († 2000)
- 1930 - Nikolaj Karetnikov, compositore russo († 1994)
- 1930 - Paul Tịnh Nguyễn Bình Tĩnh, vescovo cattolico vietnamita († 2023)
- 1930 - Boris Vladimirovič Rycarev, regista sovietico († 1995)
- 1930 - Thomas Sowell, economista e saggista statunitense
- 1930 - Ahmed Zaki Yamani, politico saudita († 2021)
- 1931 - Hans Gruijters, politico e giornalista olandese († 2005)
- 1931 - Andrew Hill, pianista e compositore statunitense († 2007)
- 1931 - Allan Jay, schermidore britannico († 2023)
- 1931 - Brian Muir, pilota automobilistico australiano († 1983)
- 1931 - Gennaro Soricelli, militare italiano († 1998)
- 1932 - Mongo Beti, scrittore camerunese († 2001)
- 1932 - Mabel Balocco, cestista argentina († 2019)
- 1932 - Ferenc Machos, calciatore ungherese († 2006)
- 1932 - Kujtim Spahivogli, attore, drammaturgo e regista albanese († 1987)
- 1933 - Don Head, ex hockeista su ghiaccio canadese
- 1933 - Tomislav Ivić, calciatore e allenatore di calcio jugoslavo († 2011)
- 1933 - Lea Massari, attrice e modella italiana († 2025)
- 1933 - Mauricio Rosencof, scrittore, giornalista e ex militare uruguaiano
- 1933 - Cleveland Williams, pugile statunitense († 1999)
- 1934 - Aleksandra Kapałczyńska, cestista polacca († 1997)
- 1934 - Vladimír Lodr, cestista e allenatore di pallacanestro cecoslovacco († 1973)
- 1934 - Ted Ross, attore e cantante statunitense († 2002)
- 1934 - Ildegarda Taffra, fondista italiana († 2020)
- 1935 - Alfredo Arrigoni, calciatore italiano († 2024)
- 1935 - Stanley Cohen, genetista statunitense
- 1935 - John Harlin, alpinista e aviatore statunitense († 1966)
- 1935 - Lola Herrera, attrice spagnola
- 1936 - Sergio Bartole, giurista italiano
- 1936 - Guglielmo Burelli, ex calciatore italiano
- 1936 - Tony Dallara, cantante e personaggio televisivo italiano
- 1936 - Assia Djebar, scrittrice, poetessa e saggista algerina († 2015)
- 1936 - Nancy Dussault, attrice statunitense
- 1936 - Flemming Flindt, ballerino, coreografo e direttore artistico danese († 2009)
- 1936 - Tony Musante, attore statunitense († 2013)
- 1936 - Dave Van Ronk, musicista e cantautore statunitense († 2002)
- 1936 - Antonio Verini, politico italiano († 2021)
- 1937 - Ove Andersen, calciatore danese († 2022)
- 1937 - Noel Black, regista, sceneggiatore e produttore cinematografico statunitense († 2014)
- 1937 - Vladimir Kuznecov, ex pallanuotista sovietico
- 1938 - Bruno Abbatini, calciatore e allenatore di calcio italiano († 2017)
- 1938 - Billy Mills, ex mezzofondista e maratoneta statunitense
- 1938 - Mirko Novosel, allenatore di pallacanestro jugoslavo († 2023)
- 1938 - Pedro Olea, regista e sceneggiatore spagnolo
- 1938 - Jeri Taylor, sceneggiatrice, produttrice televisiva e regista televisiva statunitense († 2024)
- 1939 - Tony Hatch, compositore britannico
- 1939 - Harry Källström, pilota di rally svedese († 2009)
- 1939 - Anna-Greta Leijon, politica svedese († 2024)
- 1939 - José Emilio Pacheco, poeta, scrittore e traduttore messicano († 2014)
- 1939 - Renzo Rovatti, dirigente sportivo e ex calciatore italiano
- 1939 - Tunku Annuar, principe malese († 2014)
- 1940 - Kari Aronpuro, poeta finlandese
- 1940 - Víctor Erice, regista e sceneggiatore spagnolo
- 1940 - Hubert Jaoui, scrittore francese
- 1940 - François Xavier Lê Văn Hồng, arcivescovo cattolico vietnamita
- 1940 - Andrej Piontkovskij, matematico e attivista russo
- 1940 - Mark Spoelstra, cantautore e chitarrista statunitense († 2007)
- 1941 - Cyril Atanassoff, ballerino francese
- 1941 - Ugo Intini, politico e giornalista italiano († 2024)
- 1941 - Masao Kimura, wrestler giapponese († 2010)
- 1941 - Mike Leander, produttore discografico, arrangiatore e compositore britannico († 1996)
- 1941 - Vincent Paul Logan, vescovo cattolico scozzese († 2021)
- 1941 - Ersilia Salvato, politica italiana
- 1941 - Otto Sander, attore e doppiatore tedesco († 2013)
- 1942 - Robert Ballard, oceanografo e archeologo statunitense
- 1942 - Ron Harris, allenatore di hockey su ghiaccio e ex hockeista su ghiaccio canadese
- 1942 - Timo Liekoski, allenatore di calcio finlandese
- 1942 - Jean-Baptiste Ouédraogo, politico e militare burkinabé
- 1942 - Klaus Renft, musicista tedesco († 2006)
- 1942 - Kjell Rodian, ciclista su strada danese († 2007)
- 1942 - Dennis Rogan, barone Rogan, politico britannico
- 1943 - Florence Ballard, cantante statunitense († 1976)
- 1943 - Warren Davis, ex cestista statunitense
- 1943 - Daniel Kablan Duncan, politico ivoriano
- 1943 - Dieter Kottysch, pugile tedesco († 2017)
- 1943 - Dani Litani, musicista e attore israeliano
- 1943 - Simonetta Lux, storica dell'arte, critica d'arte e docente italiana
- 1943 - Marcello Tentorio, allenatore di calcio e ex calciatore italiano
- 1944 - Robert James Carlson, arcivescovo cattolico statunitense
- 1944 - Terry Funk, wrestler e attore statunitense († 2023)
- 1944 - Fernando Larrañaga, allenatore di calcio a 5 argentino
- 1944 - Raymond Moody, medico, psicologo e parapsicologo statunitense
- 1944 - Joel Sternfeld, fotografo statunitense
- 1945 - Bob Klose, chitarrista britannico
- 1945 - Svein Bjørn Olsen, calciatore norvegese († 1998)
- 1945 - Sean Scully, pittore statunitense
- 1946 - Pier Angelo Conti Manzini, canottiere italiano († 2003)
- 1946 - José Ramón Esnaola, ex calciatore spagnolo
- 1946 - Allan Hunter, ex calciatore nordirlandese
- 1946 - Semen Mohylevyč, mafioso ucraino
- 1946 - Franco Raffaldini, politico italiano
- 1946 - Julius Sang, velocista keniota († 2004)
- 1946 - Elaine Scarry, insegnante e saggista statunitense
- 1946 - Daniele Tei, generale italiano († 2011)
- 1947 - Pierre Goudiaby Atepa, architetto senegalese
- 1947 - Jos Heyligen, allenatore di calcio e ex calciatore belga
- 1947 - Jean-Yves Le Drian, politico francese
- 1947 - Glenn Marsland, ex cestista australiano
- 1947 - Vladimir Petrov, hockeista su ghiaccio sovietico († 2017)
- 1947 - Luigi Roncoroni, chirurgo e ex pallavolista italiano
- 1947 - Václav Samek, ex calciatore cecoslovacco
- 1948 - Raymond Leo Burke, cardinale e arcivescovo cattolico statunitense
- 1948 - Dag Fornæss, ex pattinatore di velocità su ghiaccio e ex calciatore norvegese
- 1948 - Vladimir Jakunin, imprenditore e politico russo
- 1949 - Silvio Aquino, ex calciatore salvadoregno
- 1949 - Franco Giulio Brambilla, vescovo cattolico e teologo italiano
- 1949 - Alain Finkielkraut, filosofo e giornalista francese
- 1949 - Uwe Kliemann, allenatore di calcio e ex calciatore tedesco
- 1949 - Luigi Maria Musati, regista teatrale e drammaturgo italiano
- 1949 - Carmine Nigro, politico italiano
- 1949 - Oreste Pipolo, fotografo italiano († 2015)
- 1949 - Magdalena Schmidt, ex ginnasta tedesca
- 1949 - Andy Scott, cantante, chitarrista e compositore britannico
- 1949 - Patrizia Sentinelli, ex politica italiana
- 1949 - Giuseppe Ursino, dirigente sportivo italiano
- 1949 - Jos Volders, ex calciatore belga
- 1950 - Monica Kristensen Solås, meteorologa, fisica e scrittrice norvegese
- 1950 - Paolo Lorenzini, ex fondista italiano
- 1950 - Francesco Pigozzo, ex canottiere italiano
- 1950 - Carlos Recinos, allenatore di calcio e ex calciatore salvadoregno
- 1950 - Raffaele Stancanelli, politico italiano
- 1950 - Leonard Whiting, attore britannico
- 1950 - Luigi Zocchi, politico italiano
- 1951 - Aldo Carosi, magistrato italiano
- 1951 - Stanley Clarke, bassista, polistrumentista e compositore statunitense
- 1951 - André Hazes, cantautore olandese († 2004)
- 1951 - Stephen Oswald, ex astronauta statunitense
- 1951 - Gianpiero Rosati, latinista e filologo classico italiano
- 1951 - Tubby Smith, allenatore di pallacanestro statunitense
- 1952 - Robert Bellin, scacchista britannico
- 1952 - Alan Brooke, III visconte Brookeborough, nobile, politico e militare britannico
- 1952 - David Garrison, attore statunitense
- 1952 - Mircea Grosaru, politico rumeno († 2014)
- 1952 - Stein Olav Hestad, ex calciatore norvegese
- 1952 - Laurent Joffrin, giornalista e politico francese
- 1952 - Terry Lees, ex calciatore inglese
- 1952 - Giulio Peranzoni, illustratore italiano
- 1952 - Patrick Pinney, attore e doppiatore statunitense
- 1953 - Krystyna Bochenek, politica polacca († 2010)
- 1953 - Gabriele Cazzola, regista e autore televisivo italiano
- 1953 - Mitch Glazer, sceneggiatore, produttore cinematografico e regista statunitense
- 1953 - Reed Jones, attore, cantante e ballerino statunitense († 1989)
- 1953 - Lucyna Kałużna, ex cestista polacca
- 1953 - Hal Lindes, chitarrista e compositore statunitense
- 1953 - Pietro Pisani, politico italiano
- 1953 - Rowena Sanders, ex tennista sudafricana
- 1953 - Annamaria Testa, pubblicitaria, giornalista e saggista italiana
- 1954 - Charlene de Carvalho-Heineken, imprenditrice olandese
- 1954 - Alex Dupont, calciatore, allenatore di calcio e dirigente sportivo francese († 2020)
- 1954 - Øystein Gåre, allenatore di calcio norvegese († 2010)
- 1954 - Bubbles Hawkins, cestista statunitense († 1993)
- 1954 - Laurie Kreiner, ex sciatrice alpina canadese
- 1954 - Serž Sargsyan, politico armeno
- 1954 - Naguib Sawiris, imprenditore egiziano
- 1954 - Steve Schlachter, ex cestista statunitense
- 1955 - Simone Giusti, vescovo cattolico e architetto italiano
- 1955 - David Alan Grier, attore e doppiatore statunitense
- 1955 - Gilles Kepel, politologo e arabista francese
- 1955 - Egils Levits, giudice e politico lettone
- 1955 - Renate Vogel, ex nuotatrice tedesca orientale
- 1956 - Piero Aiello, politico italiano
- 1956 - Paris Barclay, produttore televisivo e regista statunitense
- 1956 - Volker Beck, ex ostacolista e velocista tedesco
- 1956 - Ilene Chaiken, regista, sceneggiatrice e produttrice cinematografica statunitense
- 1956 - Brian Cyr, ex giocatore di freccette canadese
- 1956 - Augusto Di Stanislao, politico italiano
- 1956 - Salvo Fleres, politico italiano
- 1956 - Marie-Anne Isler-Béguin, politica francese
- 1956 - Paolo Madron, giornalista e librettista italiano
- 1956 - Helle Sparre, ex tennista danese
- 1957 - Andrzej Bryl, artista marziale polacco († 2020)
- 1957 - Silvio Capeccia, musicista e compositore italiano
- 1957 - Gianfranco Cuttica di Revigliasco, politico italiano
- 1957 - Daniel Cámpora, scacchista argentino
- 1957 - Silvio Orlando, attore italiano
- 1957 - Doug Sampson, batterista britannico
- 1957 - Marek Wolf, astronomo ceco
- 1957 - Zezé, calciatore brasiliano († 2008)
- 1958 - Martin Busse, ex calciatore tedesco orientale
- 1958 - Vasilij Jakuša, canottiere sovietico († 2020)
- 1958 - Tommy Keene, cantautore statunitense († 2017)
- 1958 - Tommaso Ottonieri, scrittore italiano
- 1958 - Adelheid Roosen, produttrice teatrale, attrice e scrittrice olandese
- 1958 - Esa-Pekka Salonen, direttore d'orchestra e compositore finlandese
- 1958 - Irina Vorob'ëva, pattinatrice artistica su ghiaccio sovietica († 2022)
- 1958 - Youssef Ziedan, scrittore e islamista egiziano
- 1959 - Raffaella Bragazzi, conduttrice televisiva e conduttrice radiofonica italiana
- 1959 - Barbara Comstock, politica statunitense
- 1959 - Vincent D'Onofrio, attore, regista e produttore cinematografico statunitense
- 1959 - Simonetta Di Pippo, astrofisica italiana
- 1959 - Eugenio Giani, politico italiano
- 1959 - Daniel Goldhagen, scrittore statunitense
- 1959 - Mirza Kapetanović, ex calciatore jugoslavo
- 1959 - Brendan Perry, musicista, cantante e polistrumentista inglese
- 1959 - Dave Thompson, attore britannico
- 1959 - Sandra Verda, scrittrice e fumettista italiana († 2014)
- 1959 - Cédric Vásquez, ex calciatore peruviano
- 1960 - Kwesi Appiah, allenatore di calcio e ex calciatore ghanese
- 1960 - Eric Caudieux, tecnico del suono, produttore discografico e tastierista francese
- 1960 - Yahya Ould Ahmed El Waghef, politico mauritano
- 1960 - Maad Ibrahim, ex calciatore iracheno
- 1960 - Jack McConnell, politico scozzese
- 1960 - Brendan O'Brien, tastierista e compositore statunitense
- 1960 - Orlando Phillips, ex cestista statunitense
- 1961 - Franco Fasano, cantautore e compositore italiano
- 1961 - Franck Mesnel, ex rugbista a 15, stilista e imprenditore francese
- 1961 - Clive Nolan, tastierista, compositore e produttore discografico britannico
- 1961 - Giampiero Peia, architetto e designer italiano
- 1961 - Roberto Ribaud, ex velocista italiano
- 1961 - Juarez Sousa da Silva, arcivescovo cattolico brasiliano
- 1961 - Pōhiva Tu‘i‘onetoa, politico tongano († 2023)
- 1962 - Predrag Bjelac, attore serbo
- 1962 - Erika Bjerström, giornalista e scrittrice svedese
- 1962 - Tony Costner, ex cestista statunitense
- 1962 - Rosmundo Giarletta, orafo e gioielliere italiano
- 1962 - Gustavo Guillén, attore argentino († 2020)
- 1962 - Johnnie Jones, ex giocatore di football americano statunitense
- 1962 - Maria Amelia Monti, attrice italiana
- 1962 - Michel Nowak, ex judoka francese
- 1962 - Anelija Nuneva, ex velocista bulgara
- 1962 - Pamela Paris, cantante e attrice italiana
- 1962 - Florence Pernel, attrice francese
- 1962 - Ciro Sertorelli, ex sciatore alpino italiano
- 1962 - Lars Sørlie, calciatore norvegese († 2010)
- 1962 - Pietro Vittorelli, abate italiano († 2023)
- 1963 - Danilo Amerio, cantautore italiano
- 1963 - Mario Boni, ex cestista e dirigente sportivo italiano
- 1963 - Ol'ha Bryzhina, ex velocista sovietica
- 1963 - Giancarlo Falappa, pilota motociclistico italiano
- 1963 - Rupert Graves, attore britannico
- 1963 - Marie Johansson, ex fondista svedese
- 1963 - Yngwie Malmsteen, chitarrista svedese
- 1963 - Oto Matický, ex cestista e allenatore di pallacanestro slovacco
- 1963 - Flemming Pedersen, allenatore di calcio e dirigente sportivo danese
- 1963 - Rose Christiane Raponda, politica gabonese
- 1963 - Anna Rossomando, politica italiana
- 1963 - Alessandra Siragusa, politica italiana († 2013)
- 1963 - Vidar Sundstøl, scrittore norvegese
- 1963 - Wim Vandekeybus, coreografo, regista e attore belga
- 1963 - Vladimir Vermezović, allenatore di calcio e ex calciatore serbo
- 1963 - Vânia Hernandes de Souza, ex cestista brasiliana
- 1963 - Dean Ward, ex bobbista britannico
- 1964 - Alfredo Betrò, direttore della fotografia italiano
- 1964 - Tanja Dangalakova, ex nuotatrice bulgara
- 1964 - Marco Del Freo, cantautore e attore italiano
- 1964 - Thomas Flath, allenatore di calcio e ex calciatore tedesco
- 1964 - Alexandra Manley, contessa danese
- 1964 - Settimio Massotti, allenatore di pallamano e ex pallamanista italiano
- 1964 - Ivan Trojan, attore e doppiatore ceco
- 1964 - Mark Waters, regista e produttore cinematografico statunitense
- 1964 - Martin Weinek, attore, doppiatore e enologo austriaco
- 1964 - Roger Miret, musicista statunitense
- 1965 - Bobby Vitale, attore pornografico statunitense († 2017)
- 1965 - Daniela Costian, ex discobola rumena
- 1965 - Hervé Faget, ex schermidore francese
- 1965 - Anna Levandi, ex pattinatrice artistica su ghiaccio sovietica
- 1965 - Gary Pallister, ex calciatore inglese
- 1965 - Mitch Richmond, ex cestista e allenatore di pallacanestro statunitense
- 1965 - Adam Roberts, scrittore britannico
- 1965 - Catherine Shava, ex cestista keniota
- 1965 - Ramon Tremosa, politico spagnolo
- 1966 - Andrej Abduvaliev, ex martellista tagiko
- 1966 - Cheryl Bernard, giocatrice di curling canadese
- 1966 - Ian Bliss, attore australiano
- 1966 - Marton Csokas, attore neozelandese
- 1966 - Wendy Davis, attrice statunitense
- 1966 - Ron Dekker, nuotatore olandese
- 1966 - Wayne McCarney, ex pistard australiano
- 1966 - David Venancio Muro, attore spagnolo
- 1966 - Peter Outerbridge, attore canadese
- 1966 - Andy Tillson, ex calciatore inglese
- 1966 - Mike Tyson, pugile, attore e imprenditore statunitense
- 1967 - Patrik Bodén, ex giavellottista svedese
- 1967 - David Busst, allenatore di calcio e ex calciatore inglese
- 1967 - Güler Duman, cantante turco
- 1967 - Sture Fladmark, allenatore di calcio e calciatore norvegese
- 1967 - Bratislav Gašić, politico serbo
- 1967 - Michele Godena, scacchista italiano
- 1967 - Victoria Kaspi, astrofisica canadese
- 1967 - Barbara Nahmad, pittrice italiana
- 1967 - Gareth Rees, dirigente sportivo, ex rugbista a 15 e allenatore di rugby a 15 canadese
- 1967 - Silke Renk, ex giavellottista tedesca
- 1967 - Lars Vågberg, giocatore di curling norvegese
- 1967 - Robert Więckiewicz, attore polacco
- 1968 - Phil Anselmo, cantante e musicista statunitense
- 1968 - Thomas Hangl, ex sciatore alpino austriaco
- 1968 - Ángel Román Idígoras, vescovo cattolico spagnolo
- 1968 - Merja Lahtinen, ex fondista finlandese
- 1968 - Yamen Sanders, ex cestista statunitense
- 1968 - Muhtar Tileuberdi, politico e diplomatico kazako
- 1968 - Mirko Vičević, ex pallanuotista e allenatore di pallanuoto montenegrino
- 1968 - Keoni Waxman, regista, sceneggiatore e produttore cinematografico statunitense
- 1969 - Mike Defensor, politico filippino
- 1969 - Ricardo Jiménez Martín, ex giocatore di calcio a 5 spagnolo
- 1969 - Margot Lee Shetterly, saggista e scrittrice statunitense
- 1969 - Carlos Llamosa, ex calciatore statunitense
- 1969 - Prikeba Phipps, ex pallavolista statunitense
- 1969 - Uta Rohländer, ex velocista tedesca
- 1969 - Emmanuel Rousseau, religioso francese
- 1969 - Clive Terrelonge, ex mezzofondista giamaicano
- 1969 - Adrian Viveash, allenatore di calcio e ex calciatore inglese
- 1969 - Alphonse Yombi, ex calciatore camerunese
- 1970 - Pablo Arias Echeverría, politico spagnolo
- 1970 - Brian Bloom, attore e doppiatore statunitense
- 1970 - Antonio Chimenti, allenatore di calcio e ex calciatore italiano
- 1970 - Chris Conrad, attore statunitense
- 1970 - Stephen Geoghegan, ex calciatore irlandese
- 1970 - Derek Haas, sceneggiatore, produttore cinematografico e produttore televisivo statunitense
- 1970 - Kent Johanssen, ex saltatore con gli sci norvegese
- 1970 - Tobie Mimboe, ex calciatore camerunese
- 1970 - Paolo Moretti, allenatore di pallacanestro e ex cestista italiano
- 1970 - Emmanuel Mouret, attore, sceneggiatore e regista francese
- 1970 - Sergej Panov, ex cestista russo
- 1970 - Sabrina Paravicini, attrice e scrittrice italiana
- 1970 - Leonardo Sbaraglia, attore argentino
- 1970 - Alberto Vettorelli, ex cestista italiano
- 1970 - Sonia Vigati, ex velocista italiana
- 1971 - Jeaustin Campos, allenatore di calcio e ex calciatore costaricano
- 1971 - Megan Fahlenbock, attrice canadese
- 1971 - Jamie Hacking, pilota motociclistico britannico
- 1971 - Nhi Lan Le, schermitrice statunitense
- 1971 - Francis Leo, cardinale e arcivescovo cattolico canadese
- 1971 - Ann Marsh, schermitrice statunitense
- 1971 - Astrid Plank, ex sciatrice alpina italiana
- 1971 - Monica Potter, attrice statunitense
- 1971 - Michael Teschl, cantante danese
- 1971 - Paul G. Tremblay, scrittore statunitense
- 1971 - Tord Wiksten, biatleta svedese
- 1971 - Joost Winnink, ex tennista olandese
- 1972 - Espen Bjervig, ex fondista norvegese
- 1972 - Deborah Ciccorelli, doppiatrice e direttrice del doppiaggio italiana
- 1972 - Joona Laukka, ex ciclista su strada finlandese
- 1972 - Ramon Menezes, allenatore di calcio e ex calciatore brasiliano
- 1972 - Molly Parker, attrice canadese
- 1972 - Lee Power, ex calciatore irlandese
- 1972 - Nadja Röthlisberger, giocatrice di curling svizzera († 2015)
- 1973 - Tunji Awojobi, ex cestista nigeriano
- 1973 - Ivar Enger, musicista norvegese
- 1973 - Fabrizio Ferrigno, calciatore e dirigente sportivo italiano († 2020)
- 1973 - Mario Ramos, attore e poeta spagnolo
- 1973 - Merete Pedersen, ex calciatrice danese
- 1973 - Frank Rost, ex calciatore tedesco
- 1973 - Varvara, cantante russa
- 1974 - Kelli Ali, cantante britannica
- 1974 - Kwaku Boateng, ex altista ghanese
- 1974 - Michael Christie, direttore d'orchestra statunitense
- 1974 - Leonardo Cruciano, effettista italiano
- 1974 - Vannia Gava, politica italiana
- 1974 - Michael Hill, ex tennista australiano
- 1974 - Hezekiél Sepeng, ex mezzofondista sudafricano
- 1974 - Juli Zeh, scrittrice tedesca
- 1975 - Ibrahim Al-Shokia, ex calciatore saudita
- 1975 - James Bannatyne, ex calciatore neozelandese
- 1975 - Andreé González, ex calciatore venezuelano
- 1975 - Mahir Halili, ex calciatore albanese
- 1975 - Abdullah bin Hamad Al Khalifa, nobile bahreinita
- 1975 - Steven Mali, ex calciatore papuano
- 1975 - Cataldo Mininno, politico italiano
- 1975 - Ralf Schumacher, ex pilota automobilistico tedesco
- 1975 - Rami Shaaban, ex calciatore svedese
- 1975 - Barbara Snellenburg, modella e attrice olandese
- 1975 - Mia Doi Todd, cantante e musicista statunitense
- 1976 - Kim Young-chul, ex calciatore sudcoreano
- 1976 - Brian Montonati, ex cestista statunitense
- 1976 - Massimiliano Russo, pallavolista italiano
- 1976 - Alicia Thompson, ex cestista statunitense
- 1977 - Magomed Adiev, allenatore di calcio e ex calciatore russo
- 1977 - Serhij Bojko, arbitro di calcio ucraino
- 1977 - Duccio Chiarini, regista, sceneggiatore e produttore cinematografico italiano
- 1977 - Jonathan Delisle, hockeista su ghiaccio canadese († 2006)
- 1977 - Colton Dunn, attore e scrittore statunitense
- 1977 - Þórey Edda Elísdóttir, astista e politica islandese
- 1977 - Tathiana Garbin, allenatrice di tennis e ex tennista italiana
- 1977 - Tomokazu Hirama, ex calciatore giapponese
- 1977 - Monica Iacob-Ridzi, politica rumena
- 1977 - Alanna Kraus, pattinatrice di short track canadese
- 1977 - Christophe Landrin, ex calciatore francese
- 1977 - Li Leilei, ex calciatore cinese
- 1977 - Ligalize, rapper russo
- 1977 - Emanuele Tenderini, fumettista italiano
- 1977 - Justo Villar, ex calciatore paraguaiano
- 1977 - Joel Zayas, ex calciatore paraguaiano
- 1978 - Eleonora Abbagnato, ballerina italiana
- 1978 - Miriam Christine, cantante maltese
- 1978 - Gustavo Florentín, allenatore di calcio e ex calciatore paraguaiano
- 1978 - Patrick Ivuti, maratoneta e mezzofondista keniota
- 1978 - Dean Keates, ex calciatore inglese
- 1978 - Luciana León, politica peruviana
- 1978 - Dinaw Mengestu, scrittore etiope
- 1978 - Edwin Montaño, pallavolista venezuelano
- 1978 - Adrián Ricchiuti, allenatore di calcio, dirigente sportivo e ex calciatore argentino
- 1978 - Claudio Rivalta, allenatore di calcio e ex calciatore italiano
- 1979 - Andy Burrows, cantautore e polistrumentista britannico
- 1979 - Sylvain Chavanel, ex ciclista su strada francese
- 1979 - Jaime Colomé, ex calciatore cubano
- 1979 - Ioana Diaconescu, ex nuotatrice rumena
- 1979 - Rick Gonzalez, attore statunitense
- 1979 - Christopher Jacot, attore e doppiatore canadese
- 1979 - Matisyahu, cantante, rapper e attore statunitense
- 1979 - Andrea Millán, schermitrice messicana
- 1979 - Andrew Ord, allenatore di calcio e ex calciatore inglese
- 1979 - Veruska Ramírez, modella venezuelana
- 1979 - Etienne Stott, canoista britannico
- 1979 - Francisco Sánchez, lottatore spagnolo
- 1980 - Nourdin Boukhari, allenatore di calcio e ex calciatore marocchino
- 1980 - Viola Carofalo, politica e saggista italiana
- 1980 - Pietro Casella, attore italiano
- 1980 - Pasi Ikonen, orientista finlandese († 2024)
- 1980 - Seyi Olofinjana, ex calciatore nigeriano
- 1980 - Cody Pickett, ex giocatore di football americano statunitense
- 1980 - Rade Prica, ex calciatore svedese
- 1980 - Johan Reinholdz, chitarrista svedese
- 1980 - Morten Skoubo, ex calciatore danese
- 1980 - Alireza Vahedi Nikbakht, allenatore di calcio e ex calciatore iraniano
- 1980 - Wassana Winatho, multiplista e ostacolista thailandese
- 1981 - Rachelle Boone-Smith, ex velocista statunitense
- 1981 - Tom Burke, attore britannico
- 1981 - Deividas Česnauskis, ex calciatore lituano
- 1981 - Saïf Ghezal, allenatore di calcio e ex calciatore tunisino
- 1981 - Vahina Giocante, attrice francese
- 1981 - Davide Gozzini, pilota motociclistico italiano
- 1981 - Alissa Jung, attrice e regista tedesca
- 1981 - Katja Kankaanpää, artista marziale misto finlandese
- 1981 - Geoffroy Lequatre, ex ciclista su strada francese
- 1981 - Lu Jiang, calciatore cinese
- 1981 - Desi Lydic, attrice statunitense
- 1981 - Stefania Panighini, regista italiana
- 1981 - Nima Sanandaji, opinionista svedese
- 1981 - Taccjana Troina, ex cestista bielorussa
- 1981 - Christian Wasserfallen, ingegnere e politico svizzero
- 1981 - Barbora Špotáková, ex giavellottista ceca
- 1982 - Big Pokey, rapper statunitense († 2023)
- 1982 - Lizzy Caplan, attrice statunitense
- 1982 - Erick Delgado, ex calciatore peruviano
- 1982 - Amer Delić, ex tennista bosniaco
- 1982 - Paul Di Giacomo, ex calciatore scozzese
- 1982 - Thomas Gebauer, ex calciatore tedesco
- 1982 - Otis Harris, velocista statunitense
- 1982 - Zach Makovsky, artista marziale misto statunitense
- 1982 - Sevinch Mo'minova, cantante uzbeka
- 1982 - Barbara Moriggl, ex fondista italiana
- 1982 - Janine Pietsch, nuotatrice tedesca
- 1982 - Lucy Punch, attrice britannica
- 1982 - Shō Sasaki, ex giocatore di badminton giapponese
- 1982 - Pablo Alejandro Verón, ex calciatore argentino
- 1982 - Ashley Walters, attore e rapper britannico
- 1983 - 'Abdul Malik Bolkiah, principe bruneiano
- 1983 - Marcus Burghardt, ex ciclista su strada tedesco
- 1983 - Cheryl, cantante, attrice e personaggio televisivo britannica
- 1983 - Dmytro Dem"janjuk, altista ucraino
- 1983 - Juan Manuel López, pugile portoricano
- 1983 - Cyprian Ngidi, canoista sudafricano
- 1983 - Angela Sarafyan, attrice armena
- 1983 - Katarzyna Skowrońska, ex pallavolista polacca
- 1983 - Patrick Wolf, musicista britannico
- 1984 - Miles Austin, giocatore di football americano statunitense
- 1984 - Gabriel Badilla, calciatore costaricano († 2016)
- 1984 - Fantasia Barrino, cantante, compositrice e attrice statunitense
- 1984 - Daniele De Pandis, pallavolista italiano
- 1984 - Julie Engelbrecht, attrice tedesca
- 1984 - Terrell Everett, ex cestista statunitense
- 1984 - Alex Gasperoni, calciatore sammarinese
- 1984 - Grant Harvey, attore statunitense
- 1984 - Dax Harwood, wrestler statunitense
- 1984 - Dmitrij Ipatov, ex saltatore con gli sci russo
- 1984 - Ivan Koljević, cestista montenegrino
- 1984 - Yū Koshikawa, ex pallavolista giapponese
- 1984 - Johnny Leoni, ex calciatore svizzero
- 1984 - Gretchen Quintana, ex multiplista cubana
- 1984 - Bojidar Slavev, pallavolista bulgaro
- 1984 - Tunku Ismail Idris, principe e dirigente sportivo malese
- 1984 - David Ulm, ex calciatore francese
- 1985 - Serena Abrami, cantautrice italiana
- 1985 - Trevor Ariza, ex cestista statunitense
- 1985 - Rafał Blechacz, pianista polacco
- 1985 - Pintassilgo, ex calciatore portoghese
- 1985 - Ahmed Deen, ex calciatore sierraleonese
- 1985 - Adailton Luis Juvenal, ex calciatore brasiliano
- 1985 - Qazbek Geterïyev, ex calciatore kazako
- 1985 - K.Flay, cantautrice e musicista statunitense
- 1985 - Viktorina Kapitonova, ballerina russa
- 1985 - Grégory Leblanc, pilota motociclistico francese
- 1985 - Michael Phelps, ex nuotatore statunitense
- 1985 - Cody Rhodes, wrestler statunitense
- 1985 - Kristin Richards, pallavolista statunitense
- 1985 - Levi Roach, storico canadese
- 1985 - Sorin Rădoi, allenatore di calcio e ex calciatore rumeno
- 1985 - Arne Tode, pilota motociclistico tedesco
- 1985 - Pat Venditte, ex giocatore di baseball statunitense
- 1985 - Juliana de Castro, pallavolista brasiliana
- 1986 - Kristaps Blanks, ex calciatore e allenatore di calcio lettone
- 1986 - Stefan Büchel, ex calciatore liechtensteinese
- 1986 - Mike Carp, ex giocatore di baseball statunitense
- 1986 - Jayson Castro, cestista filippino
- 1986 - Alicia Fox, wrestler e modella statunitense
- 1986 - Denzil Franco, ex calciatore indiano
- 1986 - Emanuele Gaudiano, cavaliere italiano
- 1986 - Sara Giorgi, ex cestista italiana
- 1986 - Fredy Guarín, ex calciatore colombiano
- 1986 - Kelly Haimona, rugbista a 15 neozelandese
- 1986 - Yvonne Hak, mezzofondista olandese
- 1986 - Hong Soo-ah, attrice sudcoreana
- 1986 - Micah Kogo, mezzofondista keniota
- 1986 - Nicola Pozzi, allenatore di calcio e ex calciatore italiano
- 1986 - Piero Romitelli, cantautore, compositore e paroliere italiano
- 1986 - Nicole Sifuentes, mezzofondista canadese
- 1986 - Allegra Versace, imprenditrice italiana
- 1986 - Maya Zankoul, scrittrice, artista e blogger libanese
- 1987 - Vegard Braaten, calciatore norvegese
- 1987 - GaTa, rapper e attore statunitense
- 1987 - Joël Thomas, calciatore francese
- 1987 - Marko Grgić, ex calciatore croato
- 1987 - Addis Hintsa, calciatore etiope
- 1987 - Martin Jacobson, giocatore di poker svedese
- 1987 - Alena Kaufman, biatleta e fondista russa
- 1987 - Kazushige Kirihata, ex calciatore giapponese
- 1987 - Julien Le Bozec, giocatore di calcio a 5 e calciatore norvegese
- 1987 - Herbert Nordrum, attore norvegese
- 1987 - Yōhei Takeda, calciatore giapponese
- 1987 - Aleksander With, cantante norvegese
- 1987 - Rafael dos Santos de Oliveira, ex calciatore brasiliano
- 1988 - Danijela Anđelić, pallavolista croata
- 1988 - Marte Berget, ex calciatrice norvegese
- 1988 - Draško Božović, calciatore montenegrino
- 1988 - Tyler Cain, ex cestista statunitense
- 1988 - Pierdavide Carone, cantautore italiano
- 1988 - Alex Cazumba, calciatore brasiliano
- 1988 - Vinny Curry, giocatore di football americano statunitense
- 1988 - Tommaso D'Apice, ex rugbista a 15 italiano
- 1988 - Natasha Dowie, ex calciatrice inglese
- 1988 - Adil El Arbi e Bilall Fallah, regista e sceneggiatore belga
- 1988 - Manuela Furlan, ex rugbista a 15 italiana
- 1988 - Roberto Lacalendola, pilota motociclistico italiano
- 1988 - Mario Leitgeb, calciatore austriaco
- 1988 - Joachim Mununga, allenatore di calcio e ex calciatore congolese (Repubblica Democratica del Congo)
- 1988 - Sean Marquette, attore e doppiatore statunitense
- 1988 - Joe Mazzulla, allenatore di pallacanestro e ex cestista statunitense
- 1988 - Paulina Mikuła, giornalista, manager e youtuber polacca
- 1988 - Franco Segovia, calciatore cileno
- 1988 - Deep Sengupta, scacchista indiano
- 1988 - Marko Vidović, ex calciatore serbo
- 1989 - Roman Aleksandrov, schermidore uzbeko
- 1989 - Marko Biskupović, ex calciatore cileno
- 1989 - Chung Woon, calciatore sudcoreano
- 1989 - Tommy Defendi, disc jockey, ex attore pornografico e modello statunitense
- 1989 - Ludovico Dolfo, pallavolista italiano
- 1989 - Dawn Evans, ex cestista statunitense
- 1989 - Bruno Fratus, nuotatore brasiliano
- 1989 - Vedran Golec, taekwondoka croato
- 1989 - Hou Sen, calciatore cinese
- 1989 - Asbel Kiprop, mezzofondista keniota
- 1989 - Alyssa Lagonia, ex calciatrice canadese
- 1989 - Damián Lizio, calciatore argentino
- 1989 - Marco Medel, calciatore cileno
- 1989 - Ernesto Oglivie, cestista panamense
- 1989 - Julia Spetsmark, calciatrice svedese
- 1989 - Miguel Vítor, calciatore portoghese
- 1989 - Su Yung, wrestler statunitense
- 1989 - Giacomo Zoli, rugbista a 15 italiano
- 1989 - Petra Zublasing, tiratrice a segno italiana
- 1990 - Ėl'mira Alembekova, marciatrice russa
- 1990 - Domagoj Antolić, calciatore croato
- 1990 - Facundo Bertoglio, ex calciatore argentino
- 1990 - Jaka Blažič, cestista sloveno
- 1990 - Tano Bonnín, calciatore spagnolo
- 1990 - Antonio Caracciolo, calciatore italiano
- 1990 - Anaïs Caradeux, ex sciatrice freestyle francese
- 1990 - Christopher Ciccarese, nuotatore italiano
- 1990 - Predrag Đorđević, calciatore serbo
- 1990 - Alex Fisher, calciatore inglese
- 1990 - Chris Gragg, giocatore di football americano statunitense
- 1990 - Borja Granero, calciatore spagnolo
- 1990 - Caroline Jones, cantante, chitarrista e compositrice statunitense
- 1990 - Nevena Jovanović, cestista serba
- 1990 - Leah Kirchmann, ciclista su strada canadese
- 1990 - Dušan Lajović, tennista serbo
- 1990 - Ivan Lanni, ex calciatore italiano
- 1990 - Darío Lezcano, calciatore paraguaiano
- 1990 - Bryan Nickson Lomas, tuffatore malaysiano
- 1990 - Sandro Sukno, ex pallanuotista e allenatore di pallanuoto croato
- 1990 - David Wise, sciatore freestyle statunitense
- 1991 - Kevin Ellis, ex calciatore statunitense
- 1991 - Margaret, cantante polacca
- 1991 - Tsepo Mathibelle, maratoneta lesothiano
- 1991 - Marko Obradović, calciatore serbo
- 1991 - Nicole Row, musicista, cantante e cantautrice statunitense
- 1991 - Nikola Vasiljević, calciatore serbo
- 1992 - Abzal Azhgaliyev, pattinatore di short track kazako
- 1992 - Patrick Baehr, attore, doppiatore e conduttore radiofonico tedesco
- 1992 - Russell Bodine, giocatore di football americano statunitense
- 1992 - Mohamed Benyahia, calciatore francese
- 1992 - Antiesha Brown, ex cestista statunitense
- 1992 - Holliston Coleman, attrice statunitense
- 1992 - Thomas Doyle, ex calciatore neozelandese
- 1992 - Bernadett Dékány, pallavolista ungherese
- 1992 - Daði Freyr, cantante islandese
- 1992 - Yeimar Gómez, calciatore colombiano
- 1992 - Dustin Hogue, cestista statunitense
- 1992 - Hossein Hosseini, calciatore iraniano
- 1992 - Lasha Lomidze, rugbista a 15 georgiano
- 1992 - Oliver Anthony, cantautore statunitense
- 1992 - Mitch McCarron, cestista australiano
- 1992 - Le'Bryan Nash, cestista statunitense
- 1992 - Kana Ōno, ex pallavolista giapponese
- 1992 - Ester Postiglione, calciatrice italiana
- 1992 - Grace Prendergast, ex canottiera neozelandese
- 1992 - Carlos Rolón, calciatore paraguaiano
- 1992 - Luis Ruiz Sayago, calciatore spagnolo
- 1992 - Jovana Stevanović, pallavolista serba
- 1992 - Tom Yaacobov, triplista israeliano
- 1992 - Alessia Zecchini, apneista italiana
- 1992 - Maruša Černjul, altista slovena
- 1993 - Jack Baldwin, calciatore inglese
- 1993 - Ivan Brikner, calciatore ucraino
- 1993 - Thomas Castella, calciatore svizzero
- 1993 - Aleksandr Evtušenko, ciclista su strada e pistard russo
- 1993 - Lazadi Fousséni, calciatore beninese
- 1993 - Zaine Francis-Angol, calciatore antiguo-barbudano
- 1993 - Mindaugas Kačinas, cestista lituano
- 1993 - Japhet Kipyegon Korir, ex maratoneta e ex mezzofondista keniota
- 1993 - Jacobo Kouffati, calciatore venezuelano
- 1993 - Nej, cantante francese
- 1993 - Fábio Virgínio de Lima, calciatore brasiliano
- 1993 - Alexander Ludwig, calciatore danese
- 1993 - Mato Miloš, calciatore croato
- 1993 - Stefano Moreo, calciatore italiano
- 1993 - Vasilīs Mpouzas, calciatore greco
- 1993 - Keita Nakamura, calciatore giapponese
- 1993 - Ljudmyla Naumenko, cestista ucraina
- 1993 - Pedro Pichardo, triplista cubano
- 1993 - Mirko Pigliacelli, calciatore italiano
- 1993 - Patrick Rastner, slittinista italiano
- 1993 - Medhanie Redie, calciatore eritreo
- 1993 - Trea Turner, giocatore di baseball statunitense
- 1994 - Jonathan Bolingi, calciatore congolese (Repubblica Democratica del Congo)
- 1994 - Stefan Fundić, cestista serbo
- 1994 - Nate Hairston, giocatore di football americano statunitense
- 1994 - Igor' Kanygin, cestista russo
- 1994 - Kwon Chang-hoon, calciatore sudcoreano
- 1994 - Aristote Mboma, ex calciatore congolese (Repubblica Democratica del Congo)
- 1994 - Emmanuel Mensah, calciatore ghanese
- 1994 - Sebastian Negri, rugbista a 15 italiano
- 1994 - Arianna Pezzotti, calciatrice italiana
- 1994 - Von Wagner, wrestler statunitense
- 1995 - Romain Basque, calciatore francese
- 1995 - Gabriele Benetti, cestista italiano
- 1995 - Bbno$, rapper e cantautore canadese
- 1995 - Jessica Hansen, nuotatrice australiana
- 1995 - Declan John, calciatore gallese
- 1995 - Damian Jones, cestista statunitense
- 1995 - Ali Khamis Khamis, velocista e ostacolista bahreinita
- 1995 - Allie Kiick, tennista statunitense
- 1995 - Kristoffer Olsson, calciatore svedese
- 1995 - Tariq Owens, cestista statunitense
- 1995 - Andrea Petagna, calciatore italiano
- 1995 - DJ Yung Vamp, disc jockey e produttore discografico belga
- 1995 - Marina Ruy Barbosa, attrice brasiliana
- 1995 - Camille Schrier, modella statunitense
- 1995 - Andrzej Stękała, saltatore con gli sci polacco
- 1995 - Bojan Strugar, pallavolista montenegrino
- 1995 - Rory Townsend, ciclista su strada irlandese
- 1995 - Pavel Zabelin, calciatore bielorusso
- 1995 - Marija Šuročkina, sincronetta russa
- 1996 - Yady Bangoura, calciatore guineano
- 1996 - Sarina Bolden, calciatrice statunitense
- 1996 - Roberto Botta, taekwondoka italiano
- 1996 - Ignacio Chicco, calciatore argentino
- 1996 - Jordi Cortizo, calciatore messicano
- 1996 - Elliot Fletcher, attore statunitense
- 1996 - Leonardo Gomes, calciatore brasiliano
- 1996 - Marco Lund, calciatore danese
- 1996 - Edis Matusevičius, giavellottista lituano
- 1996 - Jayson Papeau, calciatore francese
- 1997 - A.J. Brown, giocatore di football americano statunitense
- 1997 - Gianluca Ferrari, calciatore argentino
- 1997 - Lorenzo Gennero, snowboarder italiano
- 1997 - Sergio González, giocatore di calcio a 5 spagnolo
- 1997 - Kerryon Johnson, giocatore di football americano statunitense
- 1997 - Toni Martínez, calciatore spagnolo
- 1997 - Tin Plavotić, calciatore croato
- 1997 - Drew Sample, giocatore di football americano statunitense
- 1997 - Yeferson Soteldo, calciatore venezuelano
- 1997 - Iryna Šymanovič, tennista bielorussa
- 1998 - Houssem Aouar, calciatore algerino
- 1998 - Amy Atwell, cestista australiana
- 1998 - Lucas Calderón, ex calciatore argentino
- 1998 - Thomas Davies, calciatore inglese
- 1998 - Danilho Doekhi, calciatore olandese
- 1998 - İrfan Can Eğribayat, calciatore turco
- 1998 - Matheus Fernandes, calciatore brasiliano
- 1998 - Kim Jin-ya, calciatore sudcoreano
- 1998 - Sebastian Klaas, calciatore tedesco
- 1998 - Zacarías López, calciatore cileno
- 1998 - Josua Mettler, sciatore alpino svizzero
- 1998 - Igor Cássio, calciatore brasiliano
- 1998 - Federico Viñas, calciatore uruguaiano
- 1999 - Salvatore Elia, calciatore italiano
- 1999 - Sophie de Goede, rugbista a 15 canadese
- 1999 - Tia Jimerson, pallavolista statunitense
- 1999 - Leo Johansson, fondista svedese
- 1999 - Ognjen Mitrović, calciatore serbo
- 1999 - Marco Olivieri, calciatore italiano
- 1999 - Jason Pinnock, giocatore di football americano statunitense
- 1999 - Isaiah Pola-Mao, giocatore di football americano statunitense
- 1999 - Yui Susaki, lottatrice giapponese
- 1999 - Madina Tajmazova, judoka russa
- 1999 - Ronaldo Vásquez, calciatore dominicano
- 2000 - Brian Bayeye, calciatore congolese (Repubblica Democratica del Congo)
- 2000 - Alessandro Busti, calciatore canadese
- 2000 - Flynn Cameron, cestista neozelandese
- 2000 - Chevonne Forgan, slittinista statunitense
- 2000 - Marcus Hammond, cestista statunitense
- 2000 - Anthony Harding, tuffatore britannico
- 2000 - Michalīs Iōannou, calciatore cipriota
- 2000 - Jonah Laulu, giocatore di football americano statunitense
- 2000 - Sergio Núñez, calciatore uruguaiano
- 2000 - Ricky Petrucciani, velocista svizzero
- 2000 - Ádám Somogyi, cestista ungherese
- 2000 - Søren Tengstedt, calciatore danese
- 2000 - Calan Williams, pilota automobilistico australiano
- 2000 - Ísak Óli Ólafsson, calciatore islandese

## XXI secolo(21)
- 2001 - Gerald Ameln, giocatore di football americano tedesco
- 2001 - Emerson Batalla, calciatore colombiano
- 2001 - Laura Gatti, cestista italiana
- 2001 - Yayah Kallon, calciatore sierraleonese
- 2001 - Morato, calciatore brasiliano
- 2001 - Destroy Lonely, rapper statunitense
- 2002 - Rodrigo Atencio, calciatore argentino
- 2002 - Ul'jana Kljueva, tuffatrice russa
- 2003 - Souleyman Alaphilippe, taekwondoka francese
- 2003 - Tjaš Begić, calciatore sloveno
- 2003 - Polyniki Emmanouilidou, velocista greca
- 2003 - Tim Iroegbunam, calciatore inglese
- 2003 - Henriette Jæger, velocista norvegese
- 2003 - Luka Marttila, pallavolista finlandese
- 2003 - Tochukwu Nnadi, calciatore nigeriano
- 2003 - Chiara Robustellini, calciatrice italiana
- 2003 - Ami Wada, nuotatrice artistica giapponese
- 2004 - Claire Curzan, nuotatrice statunitense
- 2004 - Kira Kimura, snowboarder giapponese
- 2005 - Gabriel Sigua, calciatore georgiano
- 2006 - Fahamedul Islam, calciatore bangladese